# 通布圖區
通布圖区是马里的一个大区。首府通布圖。该区東接加奧區和基達爾區，南鄰莫普提區，西邻毛里塔尼亞，东北與阿爾及利亞接壤。
本區面積408,977平方公里。下分5縣。
1. ↑   (PDF), Commissariat à la Sécurité Alimentaire, République du Mali, USAID-Mali, 2006, （原始内容 (PDF)存档于2012-05-19） （法语）.
2. ↑  ,   [2024-01-16] （英语）.
3. ↑  . hdi.globaldatalab.org.   [2018-09-13] （英语）.